# Léon Gastinel
 Léon Gastinel  (* 15. August 1823 in Villers-les-Pots, Côte-d’Or; † 18. Oktober 1906 in Fresnes, Val-de-Marne) war ein französischer Komponist.
Leon Gastinel war am Pariser Konservatorium Kompositionsschüler von Fromental Halévy und erhielt 1846 den Grand Prix de Rome für die Kantate Velasquez. Er wandte sich überwiegend der Chor- und Orchesterkomposition zu, in der er Bedeutendes geleistet hat: drei große Messen (die eine nur mit Frauenchor), zwei Symphonien, vier Oratorien.

## Werke
- Der Jüngste Tag
- Die sieben Worte Christi
- Saul
- Die Wasserfee
- Symphonie concertante für zwei Violinen und Orchester
- Zwei Ouvertüren
- Zahlreiche Kammermusikwerke
- Komische Opern:
  - Le miroir (1853)
  - L’opéra aux fenêtres (1857)
  - Titus et Bérénice (1860)
  - Le buisson vert (1861)
  - La kermesse (Die Kirmes, 60 Mal im Théâtre-Lyrique gegeben)
  - La dame des prés
  - La tulipe bleue
- Große Oper:
  - Der Bardenkönig, zu der Gastinel auch den Text geschrieben hat.

Dieser Artikel basiert auf einem gemeinfreien Text aus Meyers Konversations-Lexikon, 4. Auflage von 1888 bis 1890.
| Personendaten    | Personendaten               |
| ---------------- | --------------------------- |
| NAME             | Gastinel, Léon              |
| KURZBESCHREIBUNG | französischer Komponist     |
| GEBURTSDATUM     | 15. August 1823             |
| GEBURTSORT       | Villers-les-Pots, Côte-d’Or |
| STERBEDATUM      | 18. Oktober 1906            |
| STERBEORT        | Fresnes, Val-de-Marne       |